# Jaguar X-Type

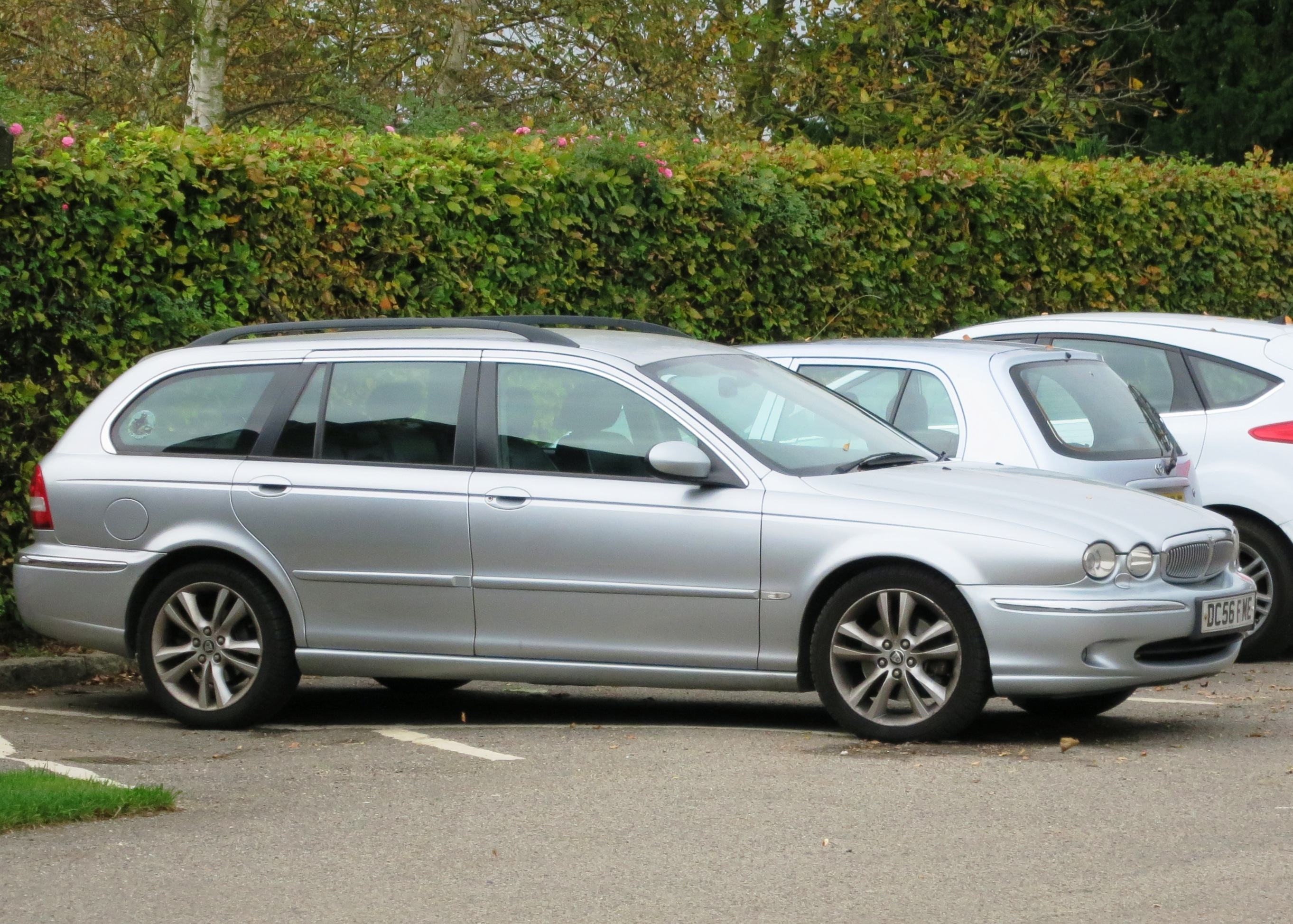
Jaguar X-Type familiar

El Jaguar X-Type es un automóvil de turismo del segmento D producido por el fabricante inglés Jaguar desde 2000 hasta 2009. Sus principales rivales son los alemanes Audi A4, BMW Serie 3 y Mercedes-Benz Clase C, y también los Alfa Romeo 159, Lexus IS, Saab 9-3 y Volvo S60.
En muchos sentido, el X-Type es diferente a la mayoría de los modelos de Jaguar. Además de una carrocería tradicional sedán de cuatro puertas, se ofrece una familiar de cinco puertas; tiene motor delantero transversal, y no longitudinal; y no posee tracción trasera, sino que se ofrece con tracción delantera o a las cuatro ruedas. Por otra parte, es el primer Jaguar con motor Diesel, y el único con motor de cuatro cilindros.
Sus motores de gasolina son todos de seis cilindros en V y cuatro válvulas por cilindro: un 2,1 litros de 156 CV, un 2,5 litros de 196 CV, y un 3,0 litros de 230 CV. Los Diesel son un 2,0 litros de 130 CV y un 2.2 litros de 155 CV (luego 146 CV), ambos con cuatro cilindros en línea, inyección directa common-rail, turbocompresor de geometría variable, intercooler y cuatro válvulas por cilindro. Según el motor, el X-Type tiene caja de cambios manual de cinco o seis marchas, o automática de cinco marchas.
La producción terminó el 16 de diciembre de 2009. Su sucesor, el Jaguar XE, se lanzó recién en el año 2015.